# یوسف بن حاتم شامی
یوسف بن حاتم شامی، یکی از عالمان امامی و شیعی قرن هفتم هجری است که نامش به‌طور کامل، جمال‌الدین یوسف بن حاتم بن فوز شامی مشغری گزارش شده‌است.

## مشایخ
وی نزد محقق حلی و سید رضی الدین ابن طاووس شاگردی کرده‌است. او استادش سید ابن طاوس را «حجت‌الاسلام» می‌خواند که از نظر قدمت بکاربری این اصطلاح، اتفاق نادری است.

## آثار
کتاب الدرّ النظیم فی مناقب الأئمّة اللهامیم از آثار وی است که علامه مجلسی در تألیف بحارالانوار، از آن بهره برده‌است. اهمیت این کتاب در استفاده از منابعی است که اکنون اثری از آنها باقی نمانده‌است. از جمله این کتب نادر، رامش‌افزای آل محمّد اثر محمّد بن حسین محتسب، مدینة العلم اثر شیخ صدوق، کتاب آبان بن عثمان بجلی با موضوع سیره نویسی، کتاب النبوّة اثر شیخ صدوق، تفسیر الإمام الحسن العسکری علیه السلام، اربعین حدیث اثر محمّد بن ابی الفوارس، کتاب الأجواد اثر محمّد بن زکریّا غلابی و الخصائص العلویّة اثر نطنزی را می‌توان یاد کرد.